# 本茨 (西北梅克伦堡县)
本茨是德国梅克伦堡-前波莫瑞州的一个市镇。总面积22.58平方公里，总人口627人，其中男性312人，女性315人（2011年12月31日），人口密度28人/平方公里。